# Folk Devils and Moral Panics
Folk Devils and Moral Panics: The creation of the Mods and Rockers é um livro do sociólogo sul-africano Stanley Cohen, publicado em 1972 pela HarperCollins. Foi a primeira grande obra do autor e é uma das obras mais influentes da criminologia britânica. Trabalhando com a obra de Leslie Wilkins “Social Deviance” ("Desvio Social") e com a emergente perspectiva da teoria da rotulação que que surgia nos EUA através das obras de Howard Becker, principalmente, Cohen teoriza que a mídia atua distorcendo o contexto daqueles que a sociedade considera fora de seus padrões criando a imagem de “demônios populares”, o que resulta em uma reação desproporcional e contraprodutiva dessa mesma sociedade, que chama de pânico moral.

## Conceitos presentes na obra

### Modserockers
Para teorizar sobre o papel da mídia na reação social ao desvio social, Stanley Cohen analisa os fenômenos dos mods e dos rockers, movimentos da chamada subcultura britânica na década de 1950, Os mods eram jovens de classe média, obcecados por moda, estilos musicais como jazz e R&B, consumo de anfetaminas e scooters.

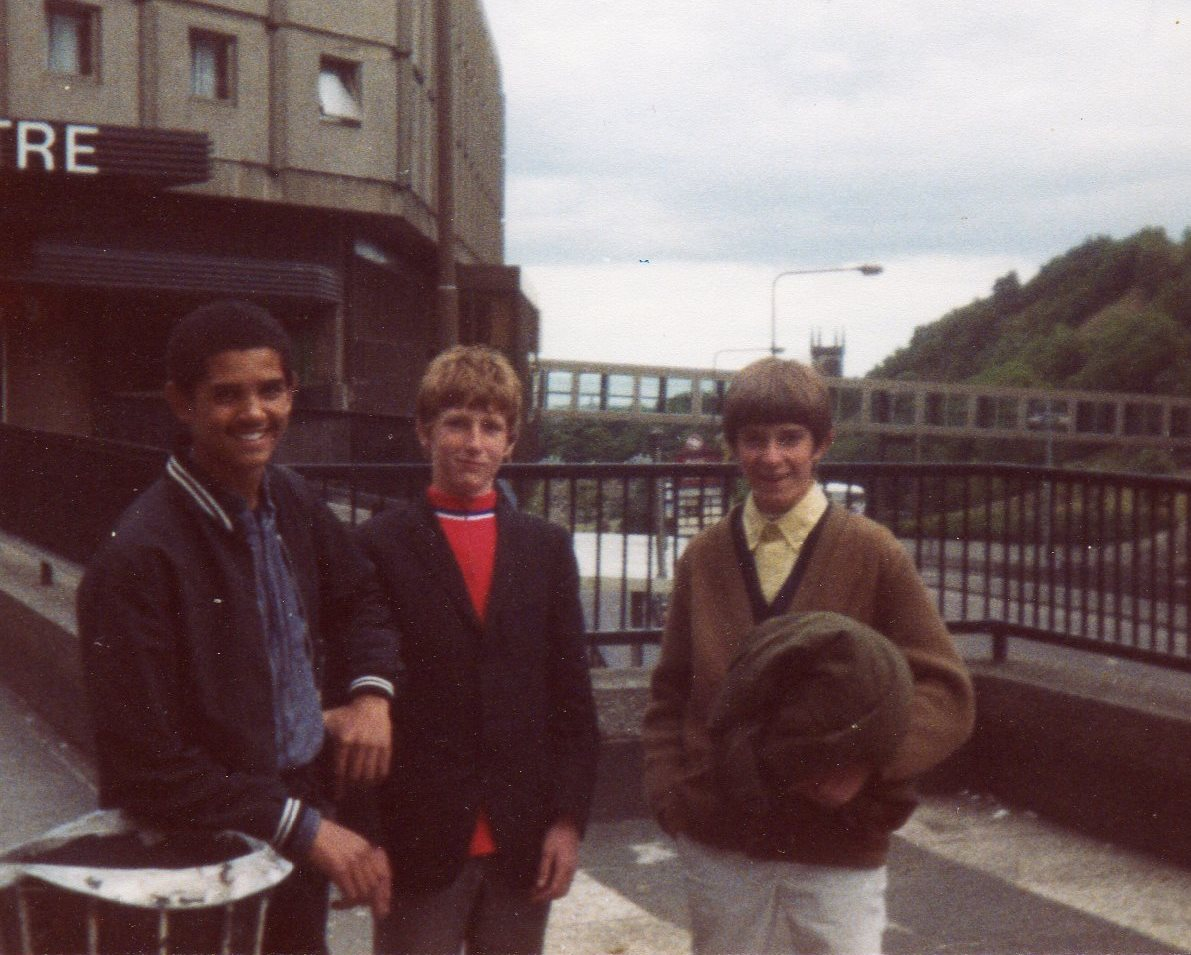
Mods, subcultura britânica da classe média.

Os rockers - antagônicos ao grupo anterior - provinham da classe operária, possuíam um estilo ligado à cultura dos moto clubes atuais, musicalmente alinhados ao rock and roll e usuários de motocicletas estilo café racer. Ambos polarizaram a subcultura jovem da época, e o nível de violência entre integrantes destes grupos levaram a sociedade britânica ao pânico moral.

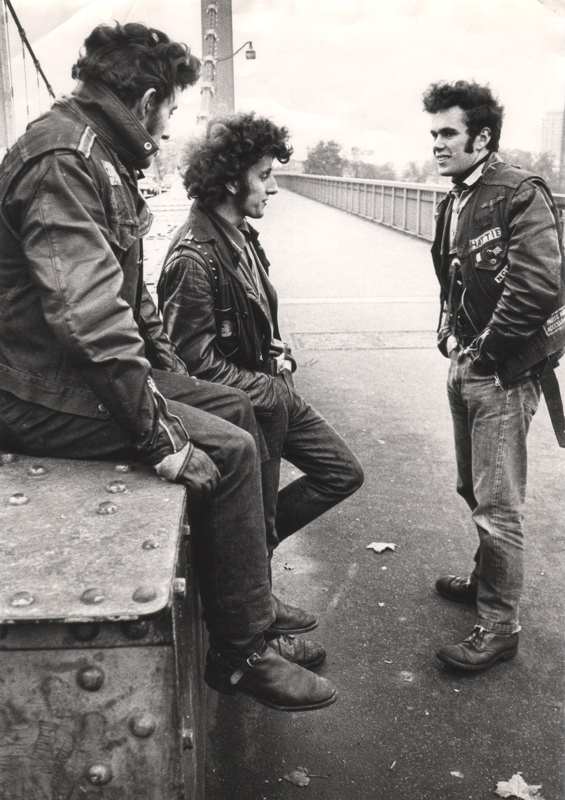
Rockers, subcultura proveniente da classe trabalhadora britânica.

Para Cohen, esses grupos seriam um exemplo forte do que ele chama de “desvio adolescente” (adolescent deviance) dentro das classes jovens e trabalhadoras britânicas. A imagem pública desses jovens era fortemente ligada à sua aparência, suas roupas, os locais que frequentavam. É nesse ponto que a mídia entra como forte formadora de opinião da população acerca da atuação desses grupos.

### Pânicos morais
Cohen enxerga que sociedades são sujeitas a períodos de pânico moral. Isso se dá quando um acontecimento, um episódio, uma pessoa ou um grupo de pessoas emerge e passa a ser definido como ameaça aos valores e interesses da sociedade. A mídia atua de forma a apresentar essa natureza desviante na forma de estereótipos desses grupos que não se situam nos padrões adotados por políticos, membros do clero e outros que “pensam corretamente”.
Dizer que certo sujeito deu origem a pânico moral não é implicar que ele não seja importante ou seja apenas fantasia. Na verdade significa que todo o discorrer ao redor da situação envolve exagero, seja em si mesmo ou comparado a outros problemas que seriam mais sérios. O pânico moral é caracterizado por uma falta de congruência entre ação e reação, objetos sociais e suas interpretações.
De início, pouco se conhecia dos mods e rockers, de forma que os termos se referiam a, no máximo, modos de se vestir, mesmo que essa juventude, não tão bem definida, protagonizasse certos episódios de violência. Foi do momento em que um editor de jornal designou a ação dos grupos como “sem precedentes na história britânica” que foi iniciado o estabelecimento da posição desses indivíduos como demônios populares (folk devils), habitando a consciência pública e a memória como “lembretes visuais daquilo que não devemos ser”, reproduzindo as regras que a sociedade cria pra si mesma.

### Mídia e reação social
Para Cohen, é crucial para se entender a reação aos desvios tanto pela população quanto para os agentes de controle social (governo, mídia, polícia, etc), a natureza das informações recebidas sobre o comportamento em questão. Invariavelmente, em sociedades industriais, a informação tende a ser recebida de segunda mão, ou seja, através de intermediários. Isso significa que a informação passa por um processamento na mídia de massa, sendo sujeita a diferentes definições de como deve ser apresentada uma notícia. O modo que a mídia opta por modelar determinado comportamento constrói a reação social a esse comportamento, inclusive gerando ansiedade, indignação ou pânico. A mídia atua como agente de “indignação moral”, mesmo quando não defendem diretamente pontos de vista e regras sociais. Como exemplo, o autor apresenta como os consumidores de pornografia, que eram vistos como isolados e patéticos, passaram a ser enxergados como inimigos da moral pública.  Boa parte do que se vê nas notícias se trata de análises de comportamento e de suas consequências.  Assim, cria-se um estado de histeria coletiva que a sociedade propaga quando as suas “ameaças” são massificadas pela mídia. Às vezes, inclusive, o objeto do pânico é algo que já há muito tempo existe, mas de repente aparece por ter sido adotado pelo poder de rotular dos noticiários. Os casos mais comuns de pânico moral são associados à emergência de formas de subculturas jovens que são consideradas delinquentes ou desviantes, como os mods e rockers.
Entender a reação da sociedade a isso é, portanto, para Cohen, entender como uma reação desmedida e exagerada pode resultar não na contenção, mas na amplificação dos fenômenos desviantes. Há uma transição entre o “desvio primário” e o “desvio secundário”. Desvio primário é o comportamento que pode ser problemático para o indivíduo, mas não produz uma organização simbólica em nível de autorreconhecimento. Desvio secundário é o uso do seu comportamento como meio de defesa, ataque ou ajuste perante as reações tomadas contra si.

### Simbolização
Segundo Cohen, a simbolização remete aos estereótipos associados a palavras e imagens, de modo que um símbolo ganha poder no imaginário social. A mídia participa deste processo de criação do símbolo e de sua propagação na comunidade, de forma que certos objetos automaticamente remetem a sentimentos e expressões específicas. No caso, os grupos em questão passam automaticamente a trazer ideias de violência, crimes, distúrbios e outros fatores que causam o pânico social. Materialmente, uma palavra se torna símbolo de um status, ao passo que objetos passam a simbolizar a palavra, fazendo com que os próprios objetos simbolizem o status.
Cohen se mostra pessimista em sua conclusão. Não espera uma mudança no modo em que a sociedade reage ao que rotula como desviante, prevendo mais casos de pânico moral e a criação de mais demônios populares. Isso porque, considera, é da nossa sociedade agir dessa forma perante uma minoria de seus membros, a maneira que se transmite informação e a distorção e os exageros nela incluídos.